# Gornja Glama
Gornja Glama (cyr. Горња Глама) – wieś w Serbii, w okręgu pirockim, w gminie Bela Palanka. W 2011 roku liczyła 15 mieszkańców.